# مثخن (مادة)

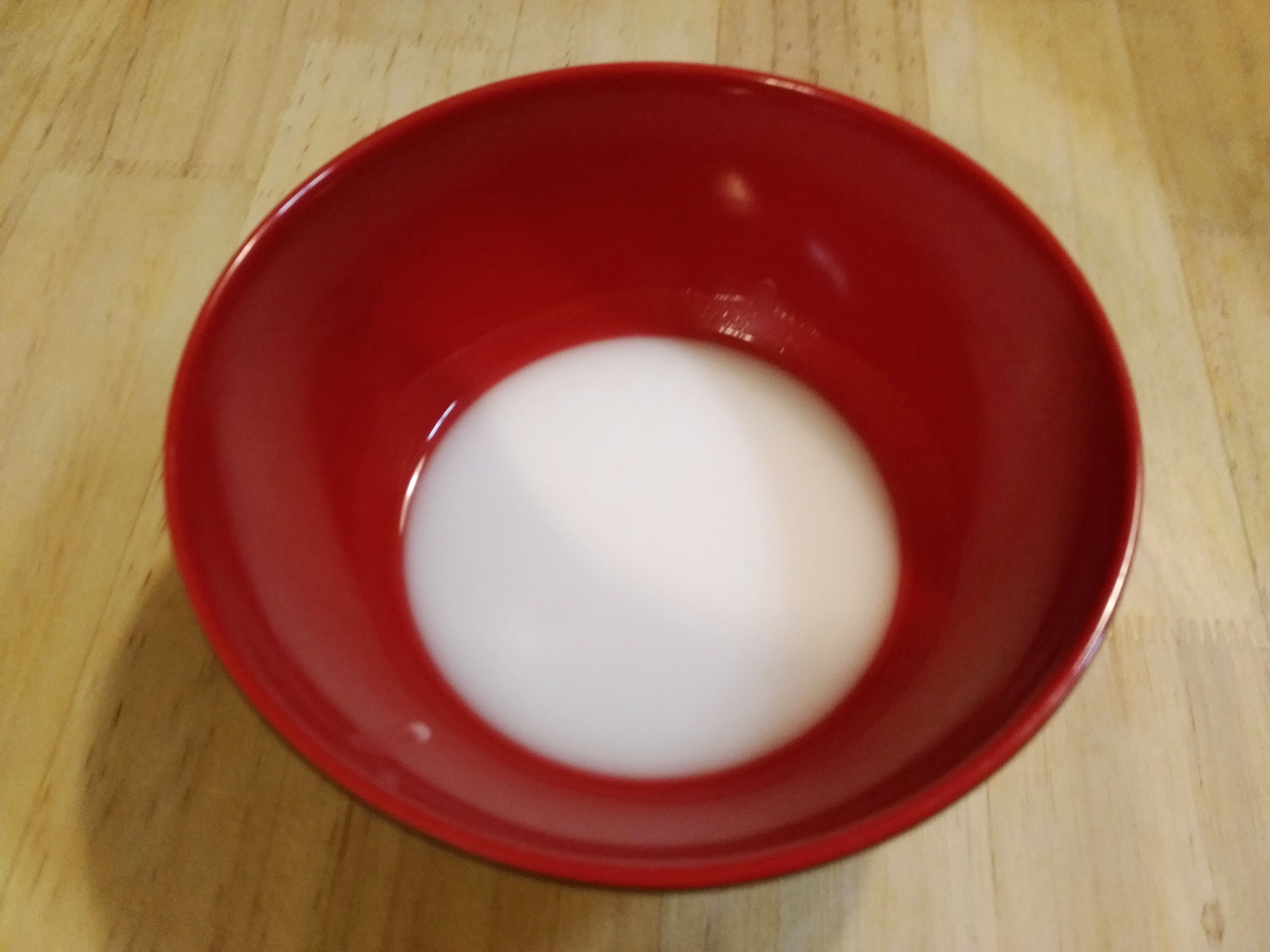

المواد المغلظة أو عوامل التغليظ أو المُهَلِّمة هي مواد ذوّابة في الماء عادة، قابلة للانتباج، تؤدي عند إضافتها إلى مزيج مائي إلى زيادة لزوجة هذا المزيج دون تغيير أساسي في خصائصها الأخرى. تستخدم هذه المواد في الطباعة باستخدام المحاليل المائية للأصبغة، والخضب، لمنع مشكلة سيحان الرسم المطبوع عند طباعة المواد النسيجية.

## أنواع المثخنات
- المتخنات  الطبيعية:
  - مواد نباتية مثل النشا وخصوصا نشا القمح، ونشا الذرة. العلكة ومنها الصمغ العربي. والألجينات.
  - مواد حيوانية مثل: الجيلاتين
  - مواد ترابية مثل: الصلصال الصيني.
- المغلظات الصناعية: وهي مشتقات السيليلوز (إتير النشا، استر النشا).
- المغلظات التركيبية: وهي عديد الأكريلات وعديد فينيل الكحول.